# Game Boy Color
Game Boy Color (GBC) (яп. ゲームボーイカラー Гэ:му Бо:й Кара:) — портативная игровая система производства компании Nintendo, которая была выпущена в Японии 21 октября 1998 года, а на международных рынках в ноябре того же года. Она является преемницей Game Boy и входит в линейку Game Boy.
Game Boy Color имеет цветной жидкокристаллический экран, но без подсветки. Она немного толще и выше и имеет немного меньший экран, чем Game Boy Pocket, её непосредственный предшественник в линейке Game Boy. Как и в оригинальном Game Boy, в ней установлен 8-битный процессор собственной разработки компании Sharp, который является гибридом Intel 8080 и Zilog Z80. Английское написание названия системы, Game Boy Color, используется во всем мире.
Game Boy Color относится к пятому поколению игровых систем. Основными конкурентами GBC в Японии были 16-битные портативные игровые системы с экраном в оттенках серого, Neo Geo Pocket от SNK и WonderSwan от Bandai, однако Game Boy Color значительно превосходила их по продажам. В ответ SNK и Bandai выпустили Neo Geo Pocket Color и WonderSwan Color соответственно, но это мало что изменило в доминирующем положении Nintendo в продажах.
Для системы вышло более 700 игр в различных жанрах (аркады, RPG, стратегии, симуляторы, спортивные игры). Также выходили игры в самых неожиданных для портативной консоли жанрах, например, в жанре survival horror (Alone in the Dark: The New Nightmare и Resident Evil Gaiden).
23 марта 2003 года Game Boy Color была снята с производства, вскоре после выхода Game Boy Advance SP. Самой продаваемой игрой для неё является Pokémon Gold and Silver, которая разошлась тиражом 23 миллиона экземпляров по всему миру.
В России официальный дистрибьютор Game Boy Color был Новый Диск.

## Технические характеристики
- Процессор: 8-разрядный Z80, 8 МГц.
- Память: основная память — 32 кбайт, видеопамять — 16 кбайт.
- Звук: динамики (моно) / наушники (стерео)
- Экран: 32 тыс. цветов (16 бит), 56 цветов одновременно, 160×144 пикселей, диагональ экрана 60 мм.
- Размеры: 132×78×26.
- Цвет: восемь цветовых решений: фиолетовый, фиолетовый-прозрачный (на фото), салатовый, жёлтый, синий, красный, чёрный и оранжевый.
- Дополнительно:
  - Последовательный порт;
  - Инфракрасный порт.

Работает от 2-х пальчиковых батареек типа AA (3 вольт). Система совместима с играми для оригинального Game Boy, которые показываются в 4-х цветах.